# إل جي جي6
إل جي جي6 (بالإنجليزية: LG G6)، وهو هاتف أندرويد ذكي طور من قبل إل جي إلكترونيكس. واعلن عنه في ملتقى عالم الهاتف النقال في 26 فبراير 2017، وهو الهاتف اللاحق لإل جي جي5.
اعلن لاحقا في 19 يونيو 2017 عن هاتف مشابه له وهو إل جي جي6+ (بالإنجليزية: +LG G6) يختلف هذا الأخير عن الهاتف الأول بسعة تخزين ذات حجم 128 جب وذاكرة ذات حجم 6 جب.

## وصلات خارجية
- الموقع الرسمي

| سبقه إل جي جي5 | إل جي جي6 2017 | تبعه لا يوجد، آخر نوع حتى الآن |